# Entre dos aguas (brano musicale)
Entre dos aguas è un brano flamenco composto da Paco de Lucía.
Il brano, facente parte dell’album del 1973 “Fuente y caudal”, è stato estrapolato come singolo solamente nel 1974 ricevendo ampio consenso da critica e pubblico e vendendo più di 300.000 copie.

## Popolarità
Il brano è considerato un capolavoro del flamenco ed il pezzo più noto a livello internazionale dell’artista.
Entre dos aguas è stato oggetto di numerosissime cover da parte di artisti flamenco e non.
Dato il grande successo riscosso, il brano è presente in molte raccolte di Paco de Lucía.